# Pierrick Hiard
Pierrick Hiard (født 27. april 1955 i Rennes, Frankrig) er en tidligere fransk fodboldspiller (målmand).
Hiard spillede størstedelen af sin karriere hos Rennes FC i sin fødeby, hvor han både var tilknyttet som ungdomsspiller og hele 13 år som senior. Han tilbragte også seks sæsoner på Korsika hos SC Bastia, hvor han var med til både at vinde den franske pokalturnering Coupe de France i 1981 samt nå finalen i UEFA Cuppen i 1978.
Hiard spillede desuden én kamp for Frankrigs landshold, en VM-kvalifikationskamp på udebane mod Belgien 9. september 1981.

## Titler
Coupe de France
- 1981 med SC Bastia